# Manitowoc
Pour l’article homonyme, voir Comté de Manitowoc.
La ville américaine de Manitowoc (en anglais [mænɨtəˌwɑk]) est le siège du comté de Manitowoc, dans l’État du Wisconsin. Selon le recensement de 2010, sa population s’élève à 33 736 habitants.

## Démographie
| Groupe                           | Manitowoc | Wisconsin | États-Unis |
| -------------------------------- | --------- | --------- | ---------- |
| Blancs                           | 89,9      | 86,2      | 72,4       |
| Asiatiques                       | 4,6       | 2,3       | 4,8        |
| Autres                           | 2,1       | 2,4       | 6,2        |
| Métis                            | 1,9       | 1,8       | 2,9        |
| Afro-Américains                  | 1,0       | 6,3       | 12,6       |
| Amérindiens                      | 0,6       | 1,0       | 0,9        |
| Total                            | 100       | 100       | 100        |
|                                  |           |           |            |
| Hispaniques et Latino-Américains | 5,0       | 5,9       | 16,7       |

Selon l'American Community Survey, pour la période 2011-2015, 91,18 % de la population âgée de plus de 5 ans déclare parler anglais à la maison, alors que 4,49 % déclare parler une langue hmong, 2,87 % l'espagnol, 0,53 % l'allemand et 0,92 % une autre langue.

## Jumelage
- Kamogawa (Japon)

## Anecdote
Le 5 septembre 1962, un fragment de Spoutnik 4 pesant 9,1 kg est tombé sur la ville.
Les procès très médiatisés et critiqués de Steven Avery, relatés dans le documentaire Making a Murderer, sont le fruit de deux faits divers ayant eu lieu dans le comté de Manitowoc.

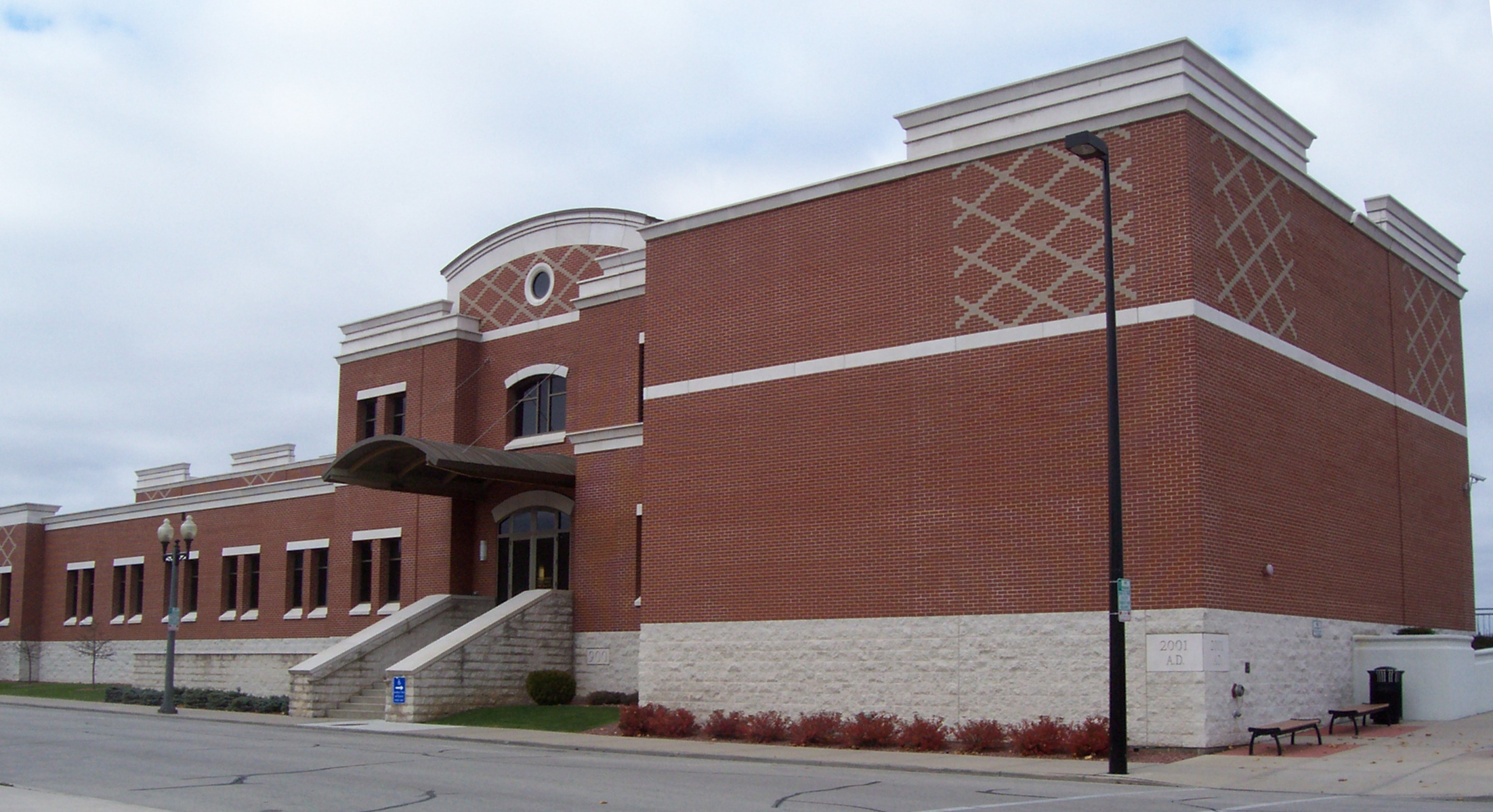
L’hôtel de ville de Manitowoc
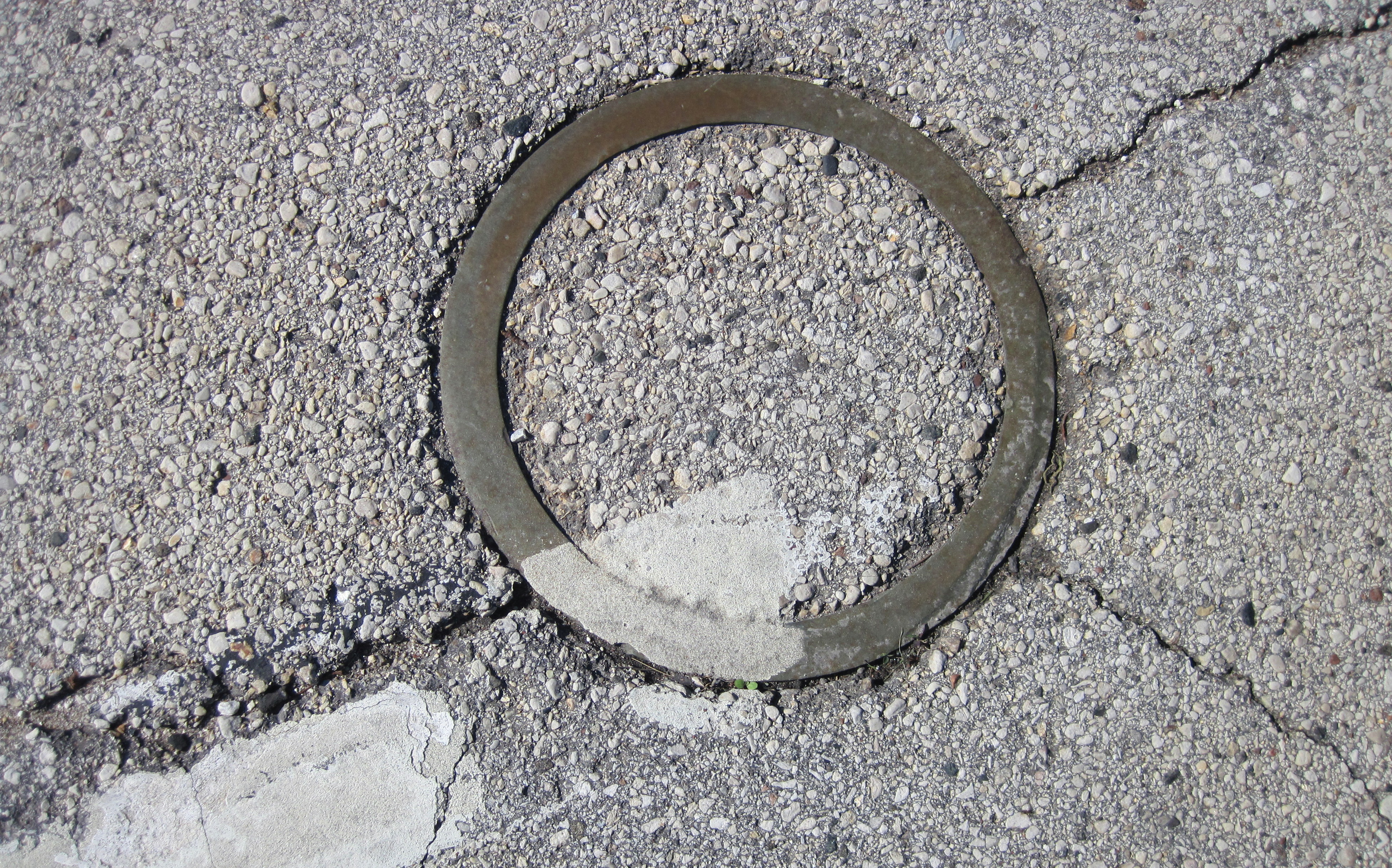
Lieu de l’impact de Spoutnik 4